# Liste de personnalités nées à Oufa

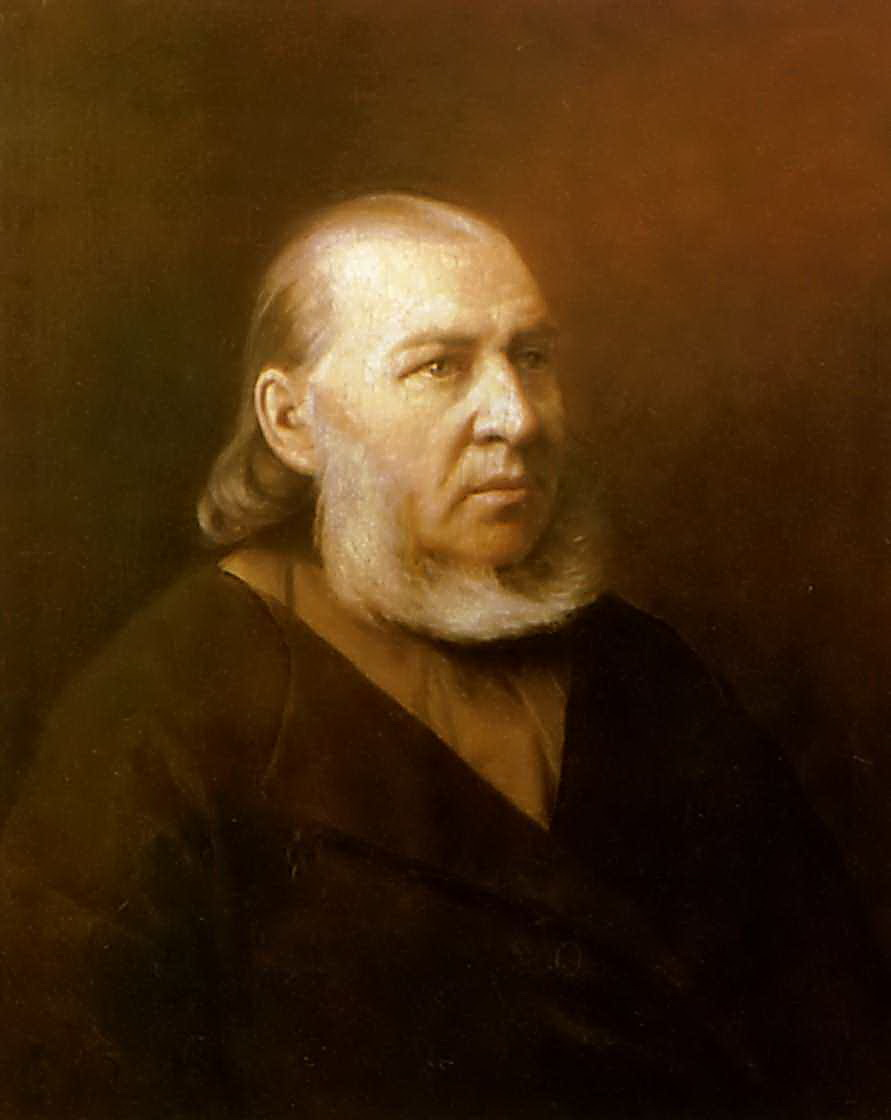
Sergueï Aksakov
(1791–1859)

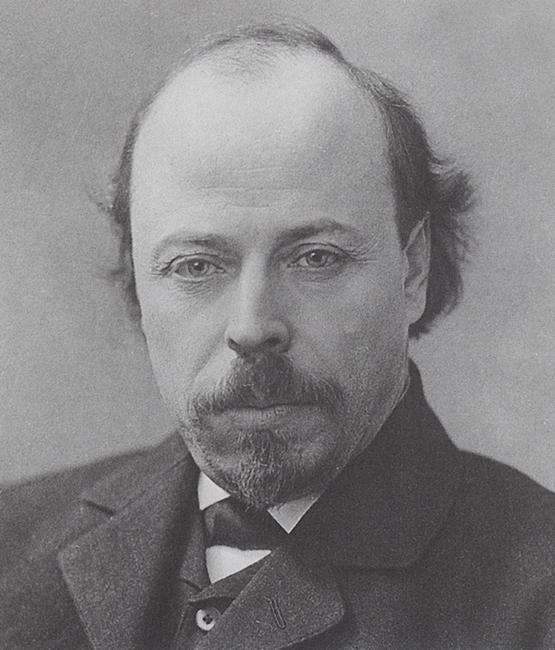
Mikhaïl Nesterov
(1862–1942)

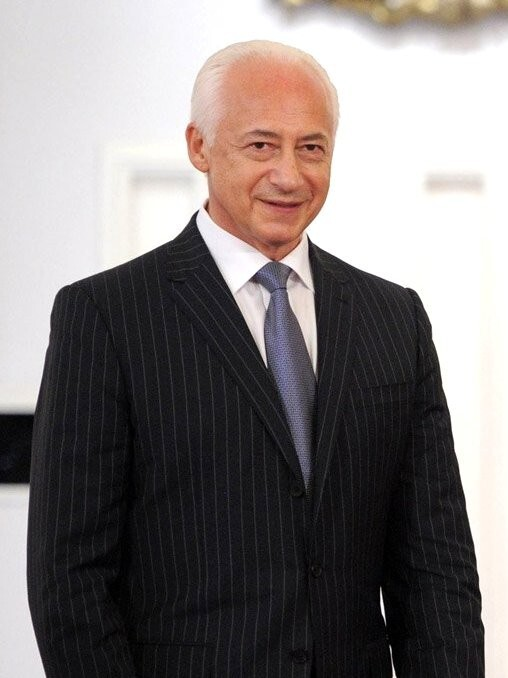
Vladimir Spivakov
(1944)

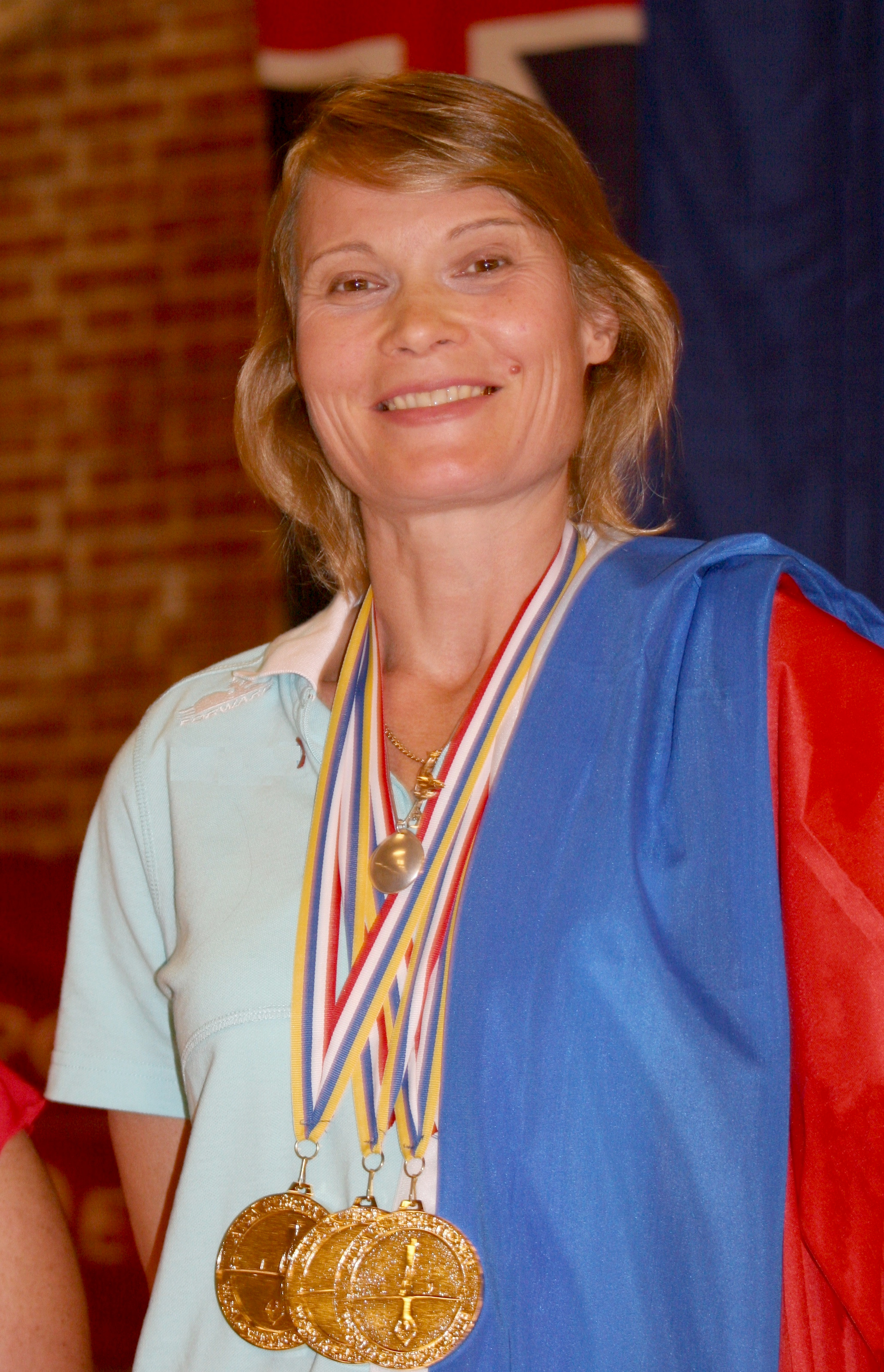
Natalia Molchanova
(1962–2015)

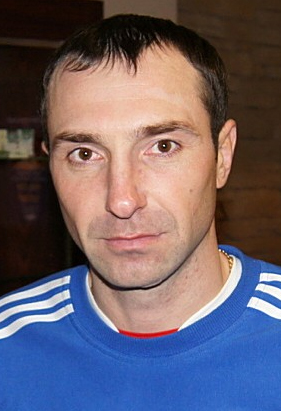
Dmitri Vassiliev
(1979)

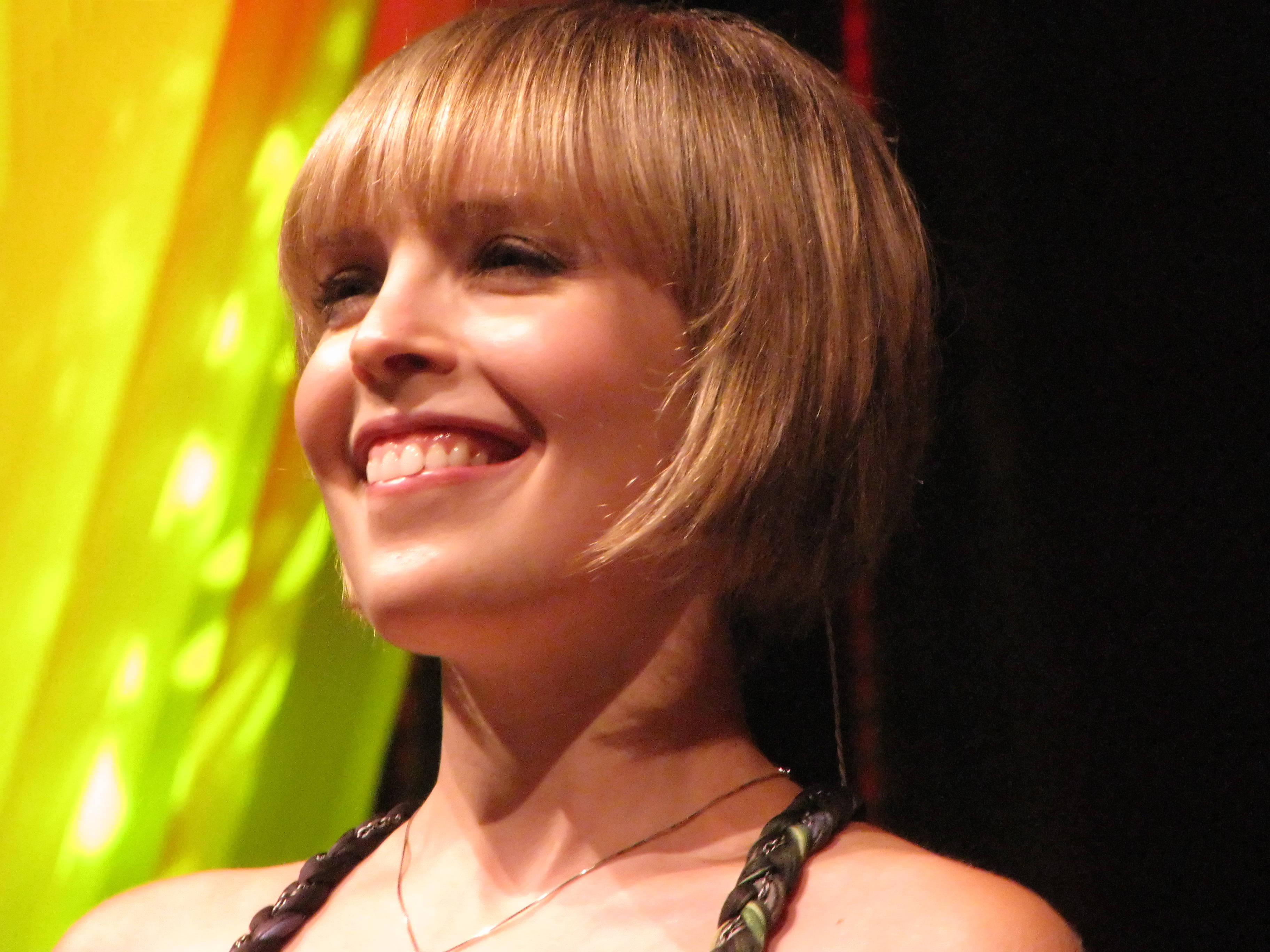
Sophie Milman
(1984)

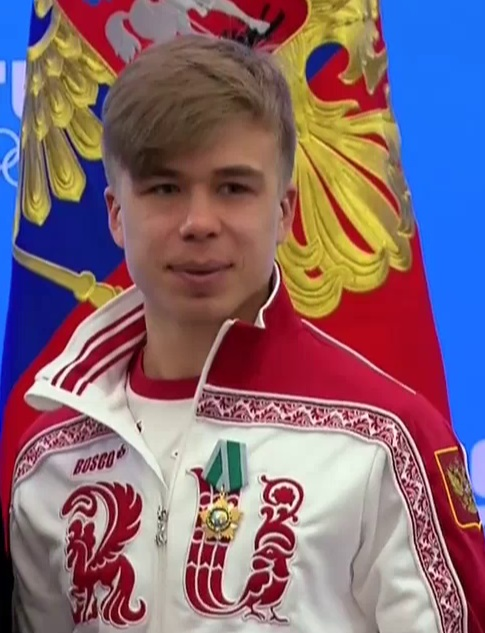
Semen Elistratov
(1990)

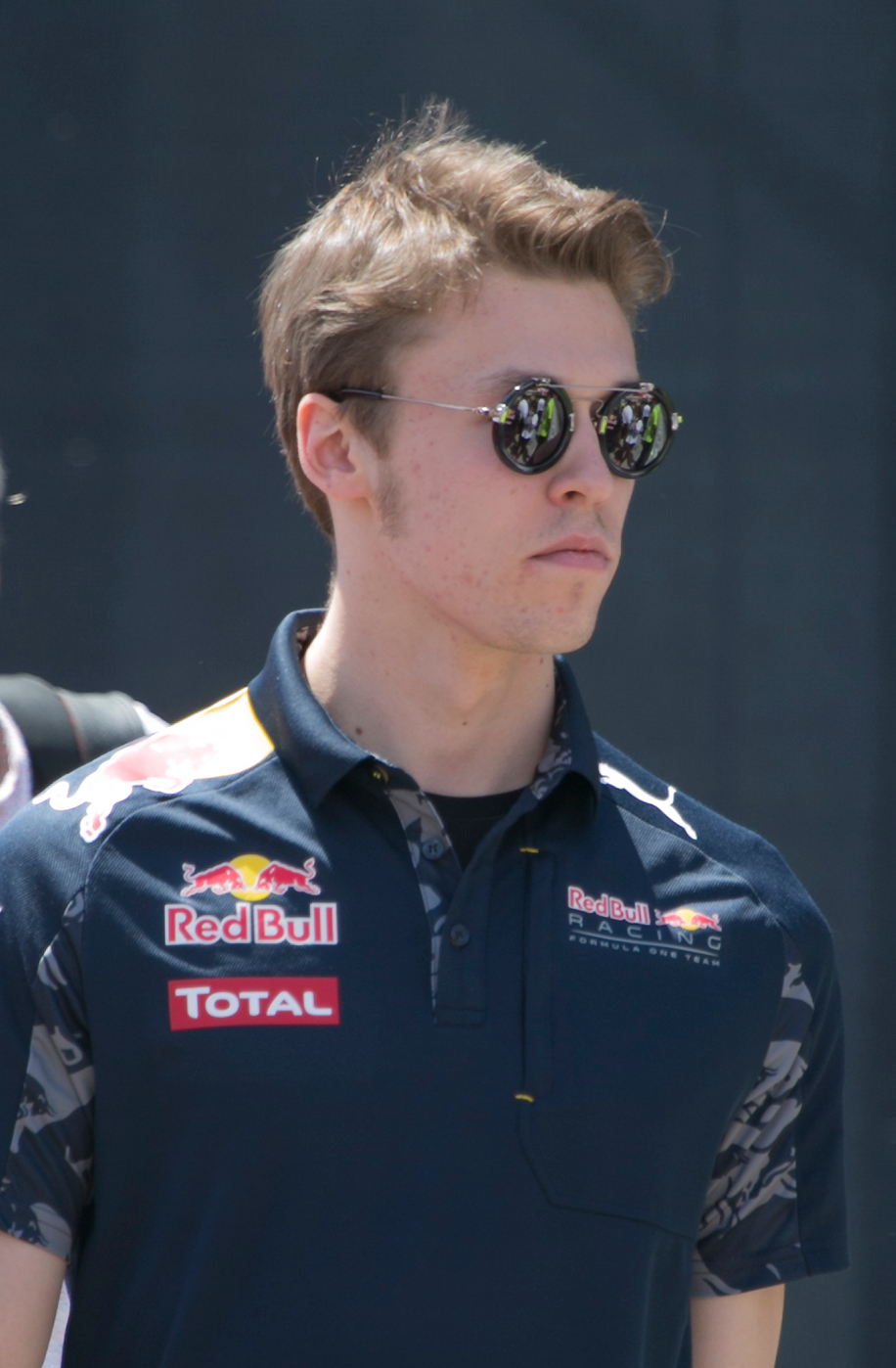
Daniil Kvyat
(1994)

Personnages célèbres de Oufa, Russie[style à revoir].

## XVIIIesiècle

### 1701–1800
- Sergueï Aksakov (1791–1859), homme de lettres russe, mémorialiste, critique littéraire, critique de théâtre, écrivain
- Alexandre Kniajevitch (1792–1872), homme politique russe

## XIXesiècle

### 1801–1900
- Nikolaï Joukovski (1833–1895), révolutionnaire russe
- Mikhaïl Nesterov (1862–1942), peintre russe
- Mirsäyet Soltanğäliev (1892–1940), bolchévik tatar

## XXesiècle

### 1901–1950
- Boris Goudz (1902–2006), le dernier survivant de la police secrète soviétique des années d'entre-deux-guerres
- Lena Moukhina (1924–1991), écrivaine russe
- Gioulli Moubarïakova (1936-2016), actrice et metteuse en scène
- Rudolf Noureev (1938-1993) un des plus grands danseurs du XXe siècle
- Almira Ianboukhtina (1938-2018), historienne de l'art russe
- Sergueï Dovlatov (1941–1990), romancier soviétique
- Vladimir Spivakov (1944), violoniste (concertiste et chambriste) et chef d'orchestre russe
- Andreï Boltnev (1946–1995), acteur russe

### 1951–1960
- Zilia Valeïeva (1952), femme politique russe
- Roman Doubrovkine (1953), traducteur de prose et de poésie, et critique littéraire russe
- Irek Guimaïev (1957), joueur professionnel de hockey sur glace russe
- Igor Sokolov (1958), tireur sportif soviétique

### 1961–1970
- Natalia Molchanova (1962–2015), championne russe d'apnée et la présidente de la fédération russe d'apnée
- Ildar Garifoulline (1963), spécialiste soviétique du combiné nordique
- Elvira Nabiullina (1963), économiste russe et la présidente de la Banque centrale de Russie
- Anatoli Iemeline (1964), joueur professionnel de hockey sur glace russe devenu entraîneur
- Rustem Dautov (1965), joueur d'échecs allemand d'origine tatare
- Anvar Ibragimov (1965), fleurettiste russe
- Igor Kravtchouk (1966), joueur professionnel de hockey sur glace russe devenu entraîneur
- Aleksandr Semak (1966), joueur professionnel de hockey sur glace russe devenu entraîneur
- Pavel Muslimov (1967), biathlète russe
- Veniamine Taïanovitch (1967), nageur soviétique puis russe
- Raïl Mouftiev (1968), joueur de hockey sur glace russe
- Andreï Cherkasov (1970), joueur de tennis soviétique puis russe

### 1971–1980
- Svetlana Gladycheva (1971), skieuse alpine russe
- Vadim Milov (1972), grand maître suisse du jeu d'échecs d'origine russe
- Vadim Charifianov (1975), joueur professionnel russe de hockey sur glace
- Nikolaï Tsoulyguine (1975), joueur professionnel de hockey sur glace russe
- Alexeï Seliverstov (1976), bobeur russe
- Zemfira (1976), chanteuse
- Andreï Ziouzine (1978), joueur professionnel de hockey sur glace russe
- Denis Khlystov (1979), joueur professionnel de hockey sur glace russe
- Andreï Sidiakine (1979), joueur professionnel de hockey sur glace russe
- Dmitri Vassiliev (1979), sauteur à ski russe
- Rouslan Nourtdinov (1980), joueur professionnel de hockey sur glace russe
- Filipp Shulman (1980), biathlète russe

### 1981–1990
- Ildar Fatkoulline (1982), sauteur à ski russe, d'origine tatar
- Evdokia Gretchichnikova (1982), athlète russe
- Sergueï Maslennikov (1982), coureur du combiné nordique russe
- Ievgueni Nourislamov (1982), joueur professionnel de hockey sur glace russe
- Aleksandr Selouïanov (1982), joueur professionnel de hockey sur glace russe
- Igor Volkov (1983), joueur professionnel de hockey sur glace russe
- Sophie Milman (1984), chanteuse de jazz russe qui habite au Canada
- Renal Ganeyev (1985), escrimeur russe
- Viatcheslav Selouïanov (1986), joueur professionnel de hockey sur glace russe
- Oleksander Zhyrnyi (1987), biathlète russe devenu ukrainien
- Dmitri Ziouzine (1987), joueur professionnel de hockey sur glace russe
- Andreï Zoubarev (1987), joueur professionnel de hockey sur glace russe
- Artiom Gordeïev (1988), joueur professionnel de hockey sur glace russe
- Semen Elistratov (1990), patineur de vitesse sur piste courte russe
- Ksenia Makeeva (1990), joueuse internationale russe de handball

### 1991–2000
- Anton Babikov (1991), biathlète russe
- Ilmir Hazetdinov (1991), sauteur à ski russe
- Sergueï Iemeline (1991), joueur professionnel de hockey sur glace russe
- Aleksandr Pankov (1991), joueur professionnel de hockey sur glace russe
- Ernest Yahin (1991), coureur du combiné nordique russe
- Iefim Gourkine (1992), joueur professionnel de hockey sur glace russe
- Ildar Issangoulov (1992), joueur professionnel de hockey sur glace russe
- Adelina Zagidullina (1993), escrimeuse russe
- Edouard Guimatov (1994), joueur professionnel de hockey sur glace russe
- Daniil Kvyat (1994), pilote automobile russe
- Mikhaïl Vorobiov (1997), joueur de hockey sur glace russe